# Romilly (Loir-et-Cher)
Romilly település Franciaországban, Loir-et-Cher megyében. Lakosainak száma 155 fő (2022. január 1.). Romilly Beauchêne, La Chapelle-Vicomtesse, Chauvigny-du-Perche, Danzé, Saint-Marc-du-Cor és La Ville-aux-Clercs községekkel határos.

## Népesség
A település népessége az elmúlt években az alábbi módon változott:
| Lakosok száma | 216  | 200  | 189  | 138  | 197  | 163  | 140  | 133  | 140  | 155  |
|               | 1968 | 1982 | 1990 | 2006 | 2013 | 2015 | 2017 | 2019 | 2020 | 2022 |